# AN/SPY-3
AN/SPY-3とは、レイセオン社が開発したフェーズドアレイレーダー。艦載用の多機能レーダーとして用いられている。

## 概要
アメリカ海軍は、将来水上戦闘艦（DD(X); 後のズムウォルト級）の建造にあたり、広域捜索に適した長波長と近距離精密捕捉に適した短波長の2種類の周波数で動作するレーダー（Dual Band Radar, DBR）を開発して搭載することを構想した。このうち、後者に相当する多機能レーダー（Multi-Function Radar, MFR）として開発されたのが本システムである。
使用周波数はXバンドで、低高度目標や潜望鏡の探知対処のほか、精密な目標追尾・識別や艦対空ミサイルに対するセミアクティブ・レーダー・ホーミング誘導電波の照射、更には指令誘導リンクの送受信も行うことができる。アンテナは略矩形状で縦2.7メートル×横2.1メートル大、アクティブ・フェーズドアレイ（AESA）方式で、1面あたり約120度の方位角をカバーできることから、3面を設置することで自艦を中心とする半球空間内の目標に対処できる。ズムウォルト級ではDBRとしての搭載が断念され、本レーダーが主レーダーを担うことになったことから、限定的な広域捜索機能を付与するためのソフトウェア改修が行われており、AN/SPY-1を凌駕する広域捜索能力を実現したとされる。

## 搭載艦
- ズムウォルト級ミサイル駆逐艦
- ジェラルド・R・フォード級航空母艦（1番艦のみ、2番艦以降はAN/SPQ-9B及びMk.9トラッキング・イルミネーターに変更）